# Toys in the Attic
Toys in the Attic (engl.: „Spielzeuge in der Dachstube“) ist das dritte Studioalbum der US-amerikanischen Hard-Rock-Band Aerosmith. Es erschien im April 1975 bei Columbia Records und ist mit einer achtfachen Platin-Auszeichnung das zweiterfolgreichste Studioalbum der Band. Es stellte in den USA den endgültigen Durchbruch für die Band dar und erreichte Platz elf der Billboard 200. Die zweite Single Walk This Way, 1975 bereits ein Top-Ten-Hit in den USA, wurde 1986 als Coverversion von Run-D.M.C. zu einem weltweiten Erfolg. Das Magazin Rolling Stone nahm das Album auf dem 228. Platz in seine Liste der 500 besten Alben aller Zeiten auf.

## Entstehung und Stil
Bereits die sich gut verkaufenden beiden Vorgängeralben hatten der Band zu ausgedehnten Tourneen verholfen, deren Energie die Band auf ihr drittes Album bannen konnte, ungeachtet der fortwährenden Drogenexzesse. Beeinflusst haben unter anderem Künstler wie die Yardbirds und Jeff Beck. Auch wurden die Rolling Stones, die New York Dolls und Led Zeppelin als Inspirationsquellen gesehen. Das Album wurde Anfang 1975 mit Jack Douglas in New York City auf einer 16-Spur-Bandmaschine eingespielt.

## Rezeption
Stephen Thomas Erlewine von der Webseite Allmusic.com schrieb, Aerosmith seien zu jener Zeit eine mutige, erfahrene Band gewesen. Zwar habe sie sich auch bei einigen Vorbildern bedient, doch habe keine andere Hard-Rock-Band zuvor wie Aerosmith geklungen. Es wurden fünf von fünf Sternen vergeben. Wie der Rolling Stone listete das Magazin Rock Hard das Album ebenfalls auf dem 228. Platz seiner 500 Alben umfassenden Bestenliste. Thomas Kupfer nannte das Album ein wichtiges Stück der Musikgeschichte der 1970er-Jahre. Die Band habe durch Einflüsse aus Soul, Big Band und Honkytonk lange vor den Black Crowes zu den „schwärzesten weißen Musikern“ gezählt.

## Titelliste
1. Toys in the Attic – 3:05 (Joe Perry, Steven Tyler)
2. Uncle Salty – 4:10 (Tom Hamilton, Tyler)
3. Adam’s Apple – 4:34 (Tyler)
4. Walk This Way – 3:40 (Perry, Tyler)
5. Big Ten Inch Record – 2:16 (Fred Weismantel)
6. Sweet Emotion – 4:34 (Hamilton, Tyler)
7. No More No More – 4:34 (Perry, Tyler)
8. Round and Round – 5:03 (Tyler, Brad Whitford)
9. You See Me Crying – 5:12 (Darren Solomon, Tyler)

## Kommerzieller Erfolg

### Chartplatzierungen
| ChartsChartplatzierungen       | Höchstplatzierung | Wochen |
| ------------------------------ | ----------------- | ------ |
| Vereinigte Staaten (Billboard) | 11 (128 Wo.)      | 128    |

### Auszeichnungen für Musikverkäufe
| Land/Region               | Auszeichnungen für Musikverkäufe (Land/Region, Auszeichnung, Verkäufe) | Verkäufe  |
| ------------------------- | ---------------------------------------------------------------------- | --------- |
| Kanada (MC)               | Platin                                                                 | 100.000   |
| Vereinigte Staaten (RIAA) | 9× Platin                                                              | 9.000.000 |
| Insgesamt                 | 9× Platin ·                                                            | 9.100.000 |

Hauptartikel: Aerosmith/Auszeichnungen für Musikverkäufe